# Просто нет слов
«Про́сто нет слов» (англ. Speechless), также известен под названием «Безмо́лвный» — американский комедийный телевизионный сериал, созданный Скоттом Силвери с Минни Драйвер в главной роли, который вышел на ABC 21 сентября 2016 года. В центре сюжета находится мать и жена, старший сын которой нуждается в особом обращении из-за церебрального паралича.
12 мая 2017 года ABC продлил сериал на второй сезон. 10 мая 2018 года сериал был продлён на третий сезон.
В России сериал стартовал на канале Paramount Comedy 5 октября 2017 года.
10 мая 2019 года канал ABC закрыл сериал после трёх сезонов.

## Производство
8 сентября 2014 года было объявлено, что Fox купил сценарий пилотного эпизода, написанный бывшим продюсером ситкома «Друзья» Скоттом Силвери. Проект затем считался мёртвым на Fox. 11 января 2016 года было объявлено, что проект нашёл новый дом на ABC, когда тот заказал съемки пилотного эпизода для сезона 2016-17 годов.
Кастинг на центральные роли начался в феврале 2016 года. 24 февраля было объявлено, что Седрик Ярбро будет играть охранника в школе, куда ходят дети главной героини. 16 марта было объявлено, что номинант на «Оскар» и «Эмми» Минни Драйвер будет играть главную роль матриарха семейства. 23 марта Джон Росс Боуи подписался на основную мужскую роль, играя мужа Драйвер.
12 мая 2016 года канал утвердил пилот и дал зелёный свет на производство первого сезона

## Актёры и персонажи
- Минни Драйвер в роли Майи Димео
- Джон Росс Боуи в роли Джимми Димео
- Кайла Кенеди в роли Дилан Димео
- Мейсон Кук в роли Рэя Димео
- Мика Фаулер в роли Джей Джея Димео
- Седрик Ярбро в роли Кеннета

## Рейтинги
| Сезон | Таймслот (EST) | Эпизоды | Премьера         | Премьера           | Финал          | Финал              | ТВ–сезон | Ранк | Зрители (миллионы) | Зрители (18–49) |
| Сезон | Таймслот (EST) | Эпизоды | Дата             | Зрители (миллионы) | Дата           | Зрители (миллионы) | ТВ–сезон | Ранк | Зрители (миллионы) | Зрители (18–49) |
| ----- | -------------- | ------- | ---------------- | ------------------ | -------------- | ------------------ | -------- | ---- | ------------------ | --------------- |
| 1     | Среда 20:30    | 23      | 21 сентября 2016 | 7,38               | 17 мая 2017    | 4,52               | 2016–17  | 63   | 6,23               | 1,9             |
| 2     | Среда 20:30    | 18      | 27 сентября 2017 | 5,03               | 21 марта 2018  | 4,60               | 2017–18  | 101  | 4,88               | 1,4             |
| 3     | Пятница 20:30  | 22      | 5 октября 2018   | 2,43               | 12 апреля 2019 | 2,31               | 2018–19  | 137  | 3,11               | 0,8             |